# Let This Grieving Soul Retire!
Let This Grieving Soul Retire! Woe Is the Weakling Who Leads the Strongest Party (яп. 嘆きの亡霊は引退したい ～最弱ハンターによる最強パーティ育成術, Nageki no Bōrei wa Intai Shitai: Saijaku Hunter ni Yoru Saikyō Party Ikusei-jutsu, Дайте цій скорботній душі піти у відставку) — серія ранобе, написана Цукікаге та проілюстрована Чіко. Серія розпочала публікуватися як веброман на сайті Shōsetsuka ni Narō у січні 2018 року. Згодом її придбало видавництво Micro Magazine, яке почало випускати її під імпринтом GC Novels з серпня 2018 року. Манґа-адаптація, проілюстрована Раєм Хебіно, почала серіалізацію на сайті ComicWalker видавництва Kadokawa у квітні 2019 року. Аніме-серіал, створений студією Zero-G, транслювався з жовтня по грудень 2024 року. Прем'єра другого сезону запланована на жовтень 2025 року.

## Персонажі
Анрій Край (яп. クライ・アンドリヒ, Kurai Andorihi)
Сейю: Кеншо Оно
20-річний головний протагоніст серії. Він є мисливцем за скарбами 8-го рівня з прізвиськом «Тисяча Хитрощів», хоча його професія офіційно залишається «невідомою». Анрій очолює групу «Скорботні Душі» та є лідером і засновником клану «Перші Кроки». Його відомість ґрунтується на «абсолютному захисті», який за чутками, робить його невразливим до всіх атак, а також на божественному передбаченні. Він також здобув сумнівну славу людини, яка здатна завершити найскладніші місії зі 100 % успішністю.
Незважаючи на ці досягнення, за словами автора серії Цукікаге, Анрій насправді слабкий. Системою Evolved Greed його показники оцінюються в 3–7 балів, а сканування Коду визначило його ранг як «4» бали.
Тіно Шейд (яп. ティノ・シェイド, Tino Sheido)
Сейю: Мію Кубота
16-річна мисливиця за скарбами 4-го рівня, професія «Злодій».
Ліз Смарт (яп. リィズ・スマート, Ryizu Sumāto)
Сейю: Файруз Ай
20-річна мисливиця за скарбами 6-го рівня, відома як «Придушена Тінь».
Сітрі Смарт (яп. シトリー・スマート, Shitorī Sumāto)
Сейю: Кономі Кохара
19-річна молодша сестра Ліз, мисливиця за скарбами 2-го рівня, професія «Алхімік», з прізвиськом «Глибока Чорнота».
Люк Сайкол (яп. ルーク・サイコル, Rūku Saikoru)
Сейю: Кохей Амасакі
20-річний мисливець за скарбами 6-го рівня, мечник «Скорботних Душ», з прізвиськом «Тисяча Мечів».
Ансем Смарт (яп. アンセム・スマート, Ansemu Sumāto)
Сейю: Томоказу Сугіта (дорослий) & Норі Чіхая (дитинство)
21-річний мисливець за скарбами 7-го рівня, «Паладин» «Скорботних Душ», з прізвиськом «Незмінний».
Люсія Рожьє (яп. ルシア・ロジェ, Rushia Roje)
Сейю: Аої Кога
19-річна мисливиця за скарбами 6-го рівня, «Маг» «Скорботних Душ», з прізвиськом «Аватар Творення».
Єва Ренфілд (яп. エヴァ・レンフィード, Eba Renfīdo)
Сейю: Йо Тайчі
Віце-Майстер Клану «Перших Кроків». Відома як «права рука» Анрія Края.
Руда Рунбек (яп. ルーダ・ルンベック, Ruda Runbekku)
Сейю: Акіра Секіне
Злодійка 3-го рівня. Отримала підвищення до 4-го рівня після рятувальної місії у «Лігві Білого Вовка».
Грег Зангіф (яп. グレッグ・ザンギフ, Gureggu Zangifu)
Сейю: Кодзі Секі
Мисливець за скарбами 4-го рівня. Пішов у відставку після інциденту з аукціоном і зараз працює «Торговцем-початківцем».
Гілберт Буш (яп. ギルベルト・ブッシュ, Giruberuto Busshu)
Сейю: Сейдзі Маеда
Мисливець за скарбами 4-го рівня. Колишній член групи «Ляпаси», очолюваної Тіно Шейд. Наразі працює мечником у групі «Пекучий Вихор».

## Медіа

### Ранобе
Серія ранобе «Let This Grieving Soul Retire!» за авторством Цукікаге почала публікуватися на сайті Shōsetsuka ni Narō 27 січня 2018 року. Згодом твір був придбаний видавництвом Micro Magazine, яке розпочало його випуск з ілюстраціями Чіко під своїм імпринтом GC Novels 30 серпня 2018 року. Станом на вересень 2024 року було випущено дванадцять томів.
6 листопада 2020 року видавництво Sol Press оголосило про придбання ліцензії на ранобе та випустило перший том у цифровому форматі 28 грудня того ж року. Після припинення діяльності Sol Press, J-Novel Club на панелі Anime Expo 2022 повідомив про отримання ліцензії на серію.
| №  | Дата виходу     | ISBN                   |
| -- | --------------- | ---------------------- |
| 1  | 30 серпня 2018  | ISBN 978-4-89-637813-9 |
| 2  | 30 січня 2019   | ISBN 978-4-89-637852-8 |
| 3  | 30 серпня 2019  | ISBN 978-4-89-637912-9 |
| 4  | 30 січня 2020   | ISBN 978-4-89-637974-7 |
| 5  | 31 серпня 2020  | ISBN 978-4-86-716047-3 |
| 6  | 27 лютого 2021  | ISBN 978-4-86-716113-5 |
| 7  | 30 серпня 2021  | ISBN 978-4-86-716174-6 |
| 8  | 28 лютого 2022  | ISBN 978-4-86-716256-9 |
| 9  | 28 жовтня 2022  | ISBN 978-4-86-716357-3 |
| 10 | 30 травня 2023  | ISBN 978-4-86-716428-0 |
| 11 | 29 лютого 2024  | ISBN 978-4-86-716539-3 |
| 12 | 30 вересня 2024 | ISBN 978-4-86-716638-3 |
| SS | 31 березня 2025 | ISBN 978-4-86-716740-3 |

### Манґа
Манґа-адаптація, ілюстрована Раєм Хебіно, розпочала серіалізацію на сайті ComicWalker видавництва Kadokawa 27 квітня 2019 року. Глави манґи були зібрані видавництвом ASCII Media Works в одинадцять томів станом на квітень 2025 року.
21 травня 2021 року видавництво Yen Press оголосило про придбання ліцензії на манґу.
| №  | Дата виходу       | ISBN                   |
| -- | ----------------- | ---------------------- |
| 1  | 26 жовтня 2019    | ISBN 978-4-04-912839-0 |
| 2  | 27 березня 2020   | ISBN 978-4-04-913116-1 |
| 3  | 26 серпня 2020    | ISBN 978-4-04-913350-9 |
| 4  | 27 лютого 2021    | ISBN 978-4-04-913652-4 |
| 5  | 27 вересня 2021   | ISBN 978-4-04-913980-8 |
| 6  | 27 травня 2022    | ISBN 978-4-04-914314-0 |
| 7  | 25 листопада 2022 | ISBN 978-4-04-914736-0 |
| 8  | 25 серпня 2023    | ISBN 978-4-04-915223-4 |
| 9  | 26 лютого 2024    | ISBN 978-4-04-915552-5 |
| 10 | 27 вересня 2024   | ISBN 978-4-04-915990-5 |
| 11 | 25 квітня 2025    | ISBN 978-4-04-916458-9 |

### Аніме
Анонс аніме-серіалу відбувся 20 лютого 2024 року. Виробництвом займається студія Zero-G, режисером є Масахіро Таката, сценарій серії пише Хідекі Шіране, дизайн персонажів розробляють Юсуке Ісоучі та Шінго Фудзісакі, а музику до серіалу створює Рьохей Сатака. Прем'єра серіалу відбулася 1 жовтня 2024 року на телеканалах Tokyo MX та інших мережах. Відкриваючою темою стала пісня «Kattō Tomorrow» (яп. 葛藤Tomorrow, «Конфлікт завтра») у виконанні Lezel, а завершальною темою — «Scream!» (яп. すくりぃむ！, Sukuriimu!) у виконанні Pmaru-sama. Crunchyroll здійснював трансляцію серіалу. Компанія Muse Communication ліцензувала серіал для показу в Південній та Південно-Східній Азії.
Після виходу тринадцятого епізоду першого сезону було анонсовано другий сезон, прем'єра якого запланована на жовтень 2025 року.

#### Серії
| № серії | Назва серії | Режисер(и)                                     | Сценарист(и)    | Режисер(и) анімації | Оригінальна дата показу |
| --- | --- | ---------------------------------------------- | --------------- | ------------------- | ----------------------- |
| 1 | ««Сьогодні я просто хочу додому» Транслітерація: «Kyō wa Kono Mama Kaeritai» (яп. 今日はこのまま帰りたい)             | Такеші Сіга                                    | Хідекі Шіране   | Масахіро Таката     | 1 жовтня 2024           |
| Анрій Край є головою клану «Перші Кроки». Попри його бажання завершити свою діяльність, він не може знайти слушної нагоди або часу для цього. Анрій детально пояснює, як він опинився в такій ситуації. | |                                                |                 |                     |                         |
| 2 | «Хочу залишити це Тіні і відпочити» Транслітерація: «Tino ni Makasete Raku Shitai» (яп. ティノに任せてラクしたい)     | Такуя Кондо                                    | Хідекі Шіране   | Дайджі Іванага      | 8 жовтня 2024           |
| Тіно отримала завдання від Анрія Края. Проте, перш ніж вирушити, їй необхідно зібрати кількох сильних членів для своєї групи. Грег, Руда та Гілберт вже готові приєднатися. | |                                                |                 |                     |                         |
| 3 | «Хочу летіти прямо крізь небо» Транслітерація: «Massugu Sora o Tonde Mitai» (яп. まっすぐ空を飛んでみたい)            | Такеші Тода                                    | Дайсуке Ішібаші | Шін Мацуо           | 15 жовтня 2024          |
| Тіно та її група вступають у бій з фантомом ще до того, як дістануться скарбниці. Під час сутички вони усвідомлюють, що їхній супротивник значно сильніший за 3-й рівень. Тим часом Анрій Край поспішає їм на допомогу, щоб врятувати від жахливої долі. | |                                                |                 |                     |                         |
| 4 | «Таємнича Маска Хоче Битися» Транслітерація: «Nazo no Kamen wa Sentō Shitai» (яп. 謎の仮面は戦闘したい)               | Сьоґо Шімізу, Масато Усіборі & Масахіро Таката | Сіране Хідекі   | Акіхіро Окузава     | 22 жовтня 2024          |
| Група Анрія і Тіно блукає тунелями Білого Вовка. Група вважає, що Анрій знає, де знаходиться вихід, проте він сам не має жодного уявлення. Раптово вони зустрічають вцілілих, яких намагалися врятувати | |                                                |                 |                     |                         |
| 5 | «Хочу залишити все Арку» Транслітерація: «Zenbu Āku ni Makasetai» (яп. 全部アークにまかせたい)                        | Такеші Сіга                                    | Дайсуке Ішібаші | Акіра Нішіморі      | 29 жовтня 2024          |
| Давним-давно Сітрі довірила Анрію Краю одне зі своїх алхімічних творінь: слиз, достатньо потужний, щоб знищити всю Зебрудію. Коли Анрій виявляє, що слиз зник, він кидається його повернути, перш ніж настане хаос. | |                                                |                 |                     |                         |
| 6 | «Хочу спати замість того, щоб керувати» Транслітерація: «Shiki wa Torazu ni Nete Itai» (яп. 指揮は取らずに寝ていたい) | Такадзі Асамі                                  | Сада Кенто      | Іванага Дайдзі      | 5 листопада 2024        |
| Вежа Акаші вирішує розпочати повномасштабну війну проти мисливців, оскільки помилково вважає, що Анрій Край знайшов їхній об'єкт. Незалежно від цього, необережні слова Анрія призводять до того, що величезна група мисливців відправляється до Лігва Білого Вовка.                                                                                               | |                                                |                 |                     |                         |
| 7 | «Вежа Акаші хоче експериментувати» Транслітерація: «Akasha no Tō wa Jikken Shitai» (яп. アカシャの塔は実験したい)     | Такеші Сіга                                    | Масахіро Таката | Шін Мацуо           | 12 листопада 2024       |
| Сітрі нарешті повернулася, але замість того, щоб зосередитися на слизі, вона дає Анрію Краю зловісне попередження: такими темпами вся дослідницька команда загине. Розпочалася смертельна битва між мисливцями та Вежею Акаші! | |                                                |                 |                     |                         |
| 8 | «Хочу кинутися, коли все закінчиться» Транслітерація: «Owatta Koro ni Kaketsuketai» (яп. 終わった頃に駆けつけたい)    | Кейта Накано                                   | Сіране Хідекі   | Такаші Асамі        | 19 листопада 2024       |
| Сітрі рятує ситуацію. Збентежені члени Вежі Акаші ігнорують накази Софії та запускають самознищення. Оскільки Сітрі розкрила місцезнаходження їхньої штаб-квартири, мисливці продовжують наступ. Флік застосовує своє заклинання блискавки на всіх, і на мить здається, що все закінчено.                                                                          | |                                                |                 |                     |                         |
| 9 | «Хочу поширювати любов і мир» Транслітерація: «Ai to Heiwa o Tsutaetai» (яп. 愛と平和を伝えたい)                      | Лі Дунгі                                       | Сіране Хідекі   | Шін Мацуо           | 26 листопада 2024       |
| Мисливці стикаються з химерами та гігантським големом. Напружена битва раптово закінчується, коли прибуває Анрій Край. Наступного дня Ноктус та інші члени Вежі Акаші нарешті возз'єднуються з Софією. Але вона поводиться дивно, а потім з'являється певний персонаж.                                                                                             | |                                                |                 |                     |                         |
| 10 | «Хочу бути відомим у Столиці» Транслітерація: «Teito de Buibui Iwasetai» (яп. 帝都でぶいぶい言わせたい)               | Юдзі Канзакі                                   | Сада Кенто      | Яньонг Дачі         | 3 грудня 2024           |
| Мисливець на драконів Арнольд Хейл 7-го рівня гордо в'їжджає до столиці зі своєю групою «Падаючий Туман», але Анрій Край не виявляє до цього жодного інтересу. Тим часом зарядка його реліквій викликає чималий переполох. | |                                                |                 |                     |                         |
| 11 | «Падаючий Туман Хоче Помсти» Транслітерація: «Kiri no Rairyū wa Fukushū Shitai» (яп. 霧の雷竜は復讐したい)            | Такуя Кондо                                    | Дайсуке Ішібаші | Такаші Асамі        | 10 грудня 2024          |
| Група «Падаючий Туман» прибула до столиці, щоб здобути славу, але натомість зазнала ганьби. Щоб відновити свою честь, Арнольд націлюється на Анрія Края, проте той зайнятий думками про те, як погасити свій величезний борг перед Сітрі. Коли ж випадок зводить їх разом, розгортається запекла битва...                                                          | |                                                |                 |                     |                         |
| 12 | «Якщо можливо, я б хотів це отримати» Транслітерація: «Dekiru Kotonara Nyūshu Shitai» (яп. 出来ることなら入手したい)  | Такеші Сіга                                    | Сіране Хідекі   | Дайджі Іванага      | 17 грудня 2024          |
| Край знаходить виняткову реліквію, яка незабаром буде виставлена на аукціон. Оскільки він дуже її хоче, то зв'язується безпосередньо з продавцем. Проте ним виявляється Арнольд, і незграбні навички ведення переговорів Анрія призводять до цілковитої невдачі. Втручаються інші люди, і реліквія все одно потрапляє на аукціон.                                  | |                                                |                 |                     |                         |
| 13 | «Хочу виграти торги будь-що» Транслітерація: «Nani ga Nani Demo Rakusatsu Shitai» (яп. 何が何でも落札したい)          | Буде визначено                                 | Буде визначено  | Буде оголошено      | 24 грудня 2024          |
| Аукціон нарешті розпочався. Анрій Край зосереджений лише на одній реліквії, але потім на аукціон виставляються одна цікава реліквія за одною. Коли його рішучість нарешті слабшає, починаються торги за голема Акашу. Оскільки Сітрі давно його хотіла, Анрій відмовляється від бажаної реліквії та робить все, щоб отримати голема. Тож хто ж тоді отримає маску? | |                                                |                 |                     |                         |

## Сприйняття
Серія посіла 10-те місце у виданні путівника «Kono Light Novel ga Sugoi!» від Takarajimasha за 2024 рік у категорії танкобон.
Станом на червень 2023 року тираж серії перевищив 1 мільйон примірників.

## Нотатки
1. ↑  У грудні 2023 року ComicWalker змінив назву на KadoComi (яп. カドコミ).[2]
2. 1 2 3  Інформація про виробничий персонал взята з фінальних титрів кожного епізоду.
3. ↑  Епізоди виходять на платформах ABEMA, dAnime Store, Crunchyroll та simulcast від Muse за 2 дні до ефіру на телебаченні[44]